# Blandt Byens Børn
Blandt Byens Børn er en dansk stumfilm fra 1923 instrueret af Lau Lauritzen Sr. efter manuskript af A.V. Olsen. Filmen er en af en række med filmkomikerparret Fyrtårnet og Bivognen (ofte forkortet Fy og Bi), der udgjordes af Harald Madsen (1890-1949, "Bivognen") og Carl Schenstrøm (1881-1942, "Fyrtårnet").

## Handling
Fy og Bi bor på øverste etage i et gammelt hus. Naboen er Lise Holm, der arbejder på en chokoladefabrik og er alene med sit barn. Hendes tidligere mand, den dovne og brutale Tom, stjæler barnet, men Fy og Bi hjælper hende med at få det igen. De udvirker også, at hun til sidst bliver gift med fabriksdirektørens søn, som er forelsket i hende.